# 罗斯地球和空间中心
罗斯地球和空间中心是美国纽约市美国自然历史博物馆的一部分，它的全称是The Frederick Phineas and Sandra Priest Rose Center for Earth and Space（弗雷德里克·和菲尼亚斯·罗斯和桑德拉·普利斯特·罗斯地球和空间中心）。正门位于博物馆的北侧，在曼哈顿上西城中央公园西附近的81号街。罗斯地球和空间中心竣工于2000年，纽约市新海登天文馆就建在其中，海登天文馆旧馆于1935年开放，于1997年关闭。尼尔·德格拉斯·泰森是新海登天文馆的首任馆长。

## 历史

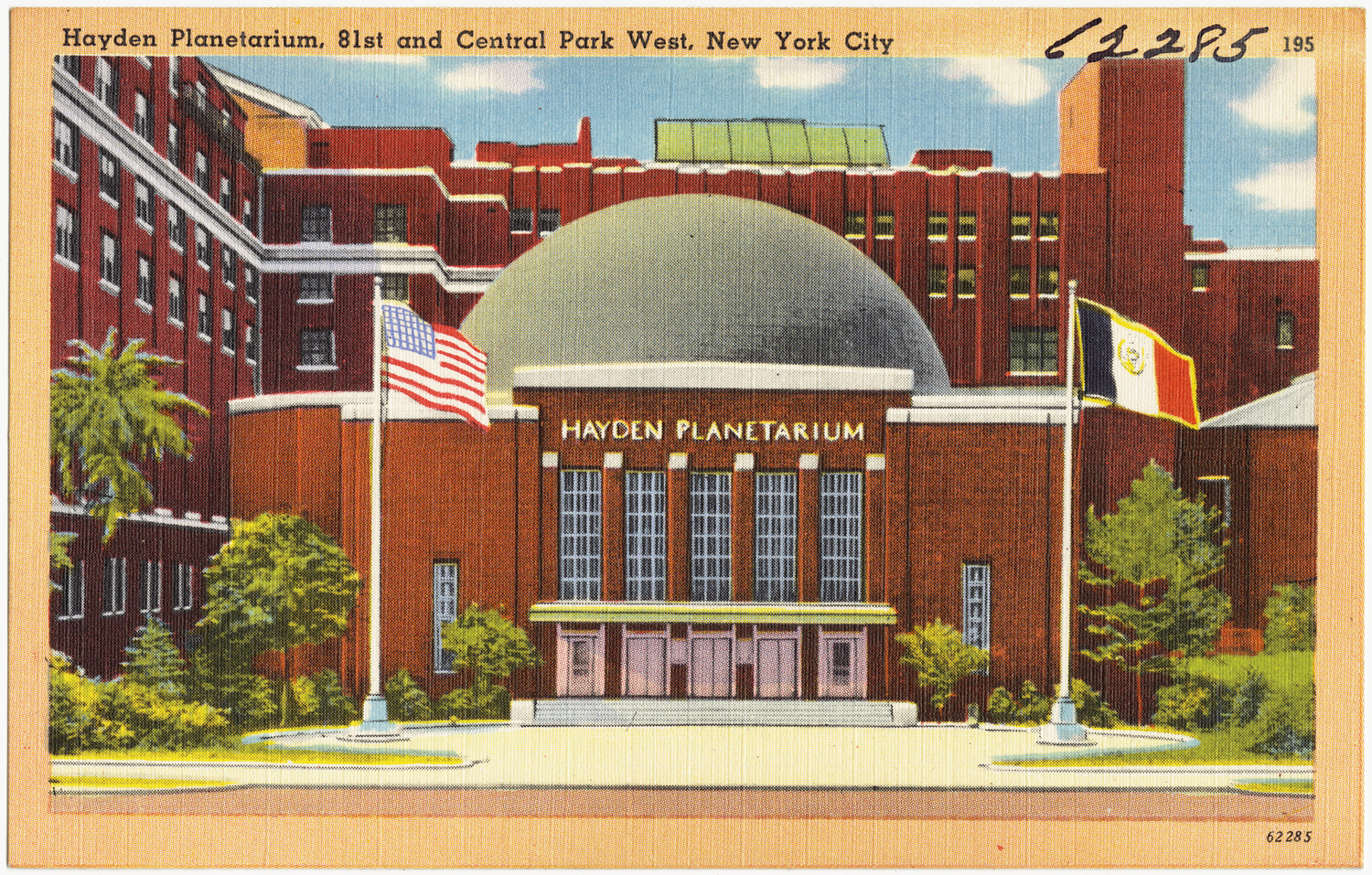
此图为海登天文馆在1935年至1945年间的景象

海登天文馆旧馆的首个投影设备在1935年开始投入使用，之后更换过两台天象仪，目前的罗斯地球和空间中心对旧馆进行了彻底翻新而建成，并且启用新的天象仪。
海登天文馆旧馆的设计由“特罗布里奇和利文斯顿”建筑师事务所完成，建筑施工的资金有两大来源——当时的复兴金融公司提供了65万美元贷款，银行家、慈善家查尔斯·海登捐献了15万美元。该馆在1935年开始向公众开放，它的任务是为大众“生动地展现宇宙的宏大，以及宇宙中每天都存在却不易被观测到的那些奇观”。 1952年，约瑟夫·M·张伯伦被聘为助理馆长，他在1956年成为海登天文馆（旧馆）的主席。 旧馆在1960年安装了蔡司马克IV型天象仪，之后更换成蔡司马克VI型，在1993年更换了新的座椅。
1997年1月，旧的海登天文馆闭馆，等待新生。1999年8月，新的海登天文馆里安装了订制的蔡司马克IV型天象仪和SGI数字圆顶投影系统，这个系统可以呈现出高分辨率的三维电脑图像，能够根据美国航空航天局和欧洲空间局的天文数据重现星系。
2000年2月19日，花费两亿一千万美元建成的罗斯地球和空间中心对公众开放了，新海登天文馆是它的一个组成部分。 罗斯中心的全称包含了两位罗斯家族成员的姓名，建筑设计是由詹姆斯·斯图尔特·波尔谢克以及陶德·H·谢里曼完成的，展厅设计由Ralph Appelbaum Associates (RAA)公司完成。汤姆·汉克斯曾为海登天文馆2000年的开馆节目献声，录制旁白讲解。此后，陆续有其他的明星参与到海登天文馆的活动中，例如乌比·戈德堡、罗伯特·雷德福、哈里森·福特、连姆·尼森、马娅·安杰卢等。

## 设计

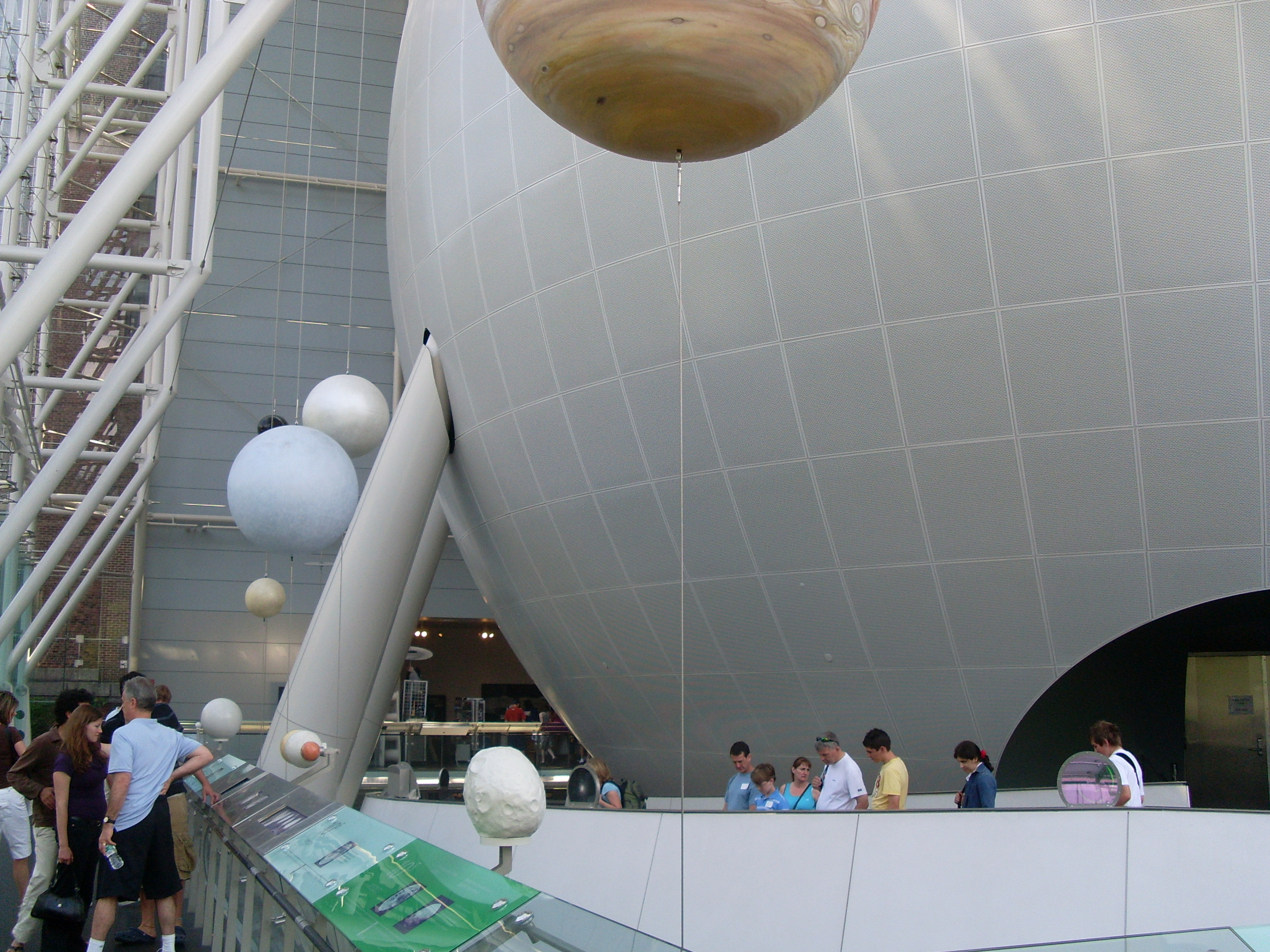
从后往前依次是：海登天文馆（球体），哈里特和罗伯特·赫伯恩宇宙通道，宇宙比例模型展览

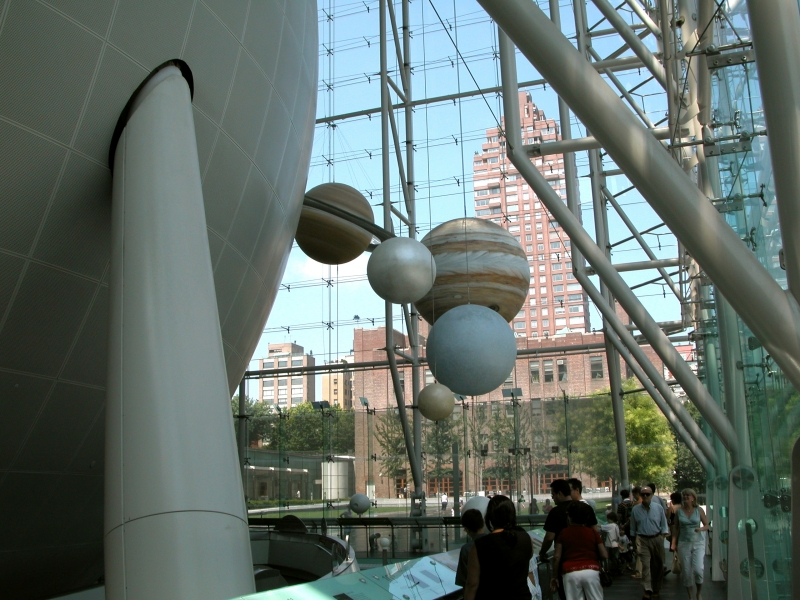
近景：宇宙比例模型展览

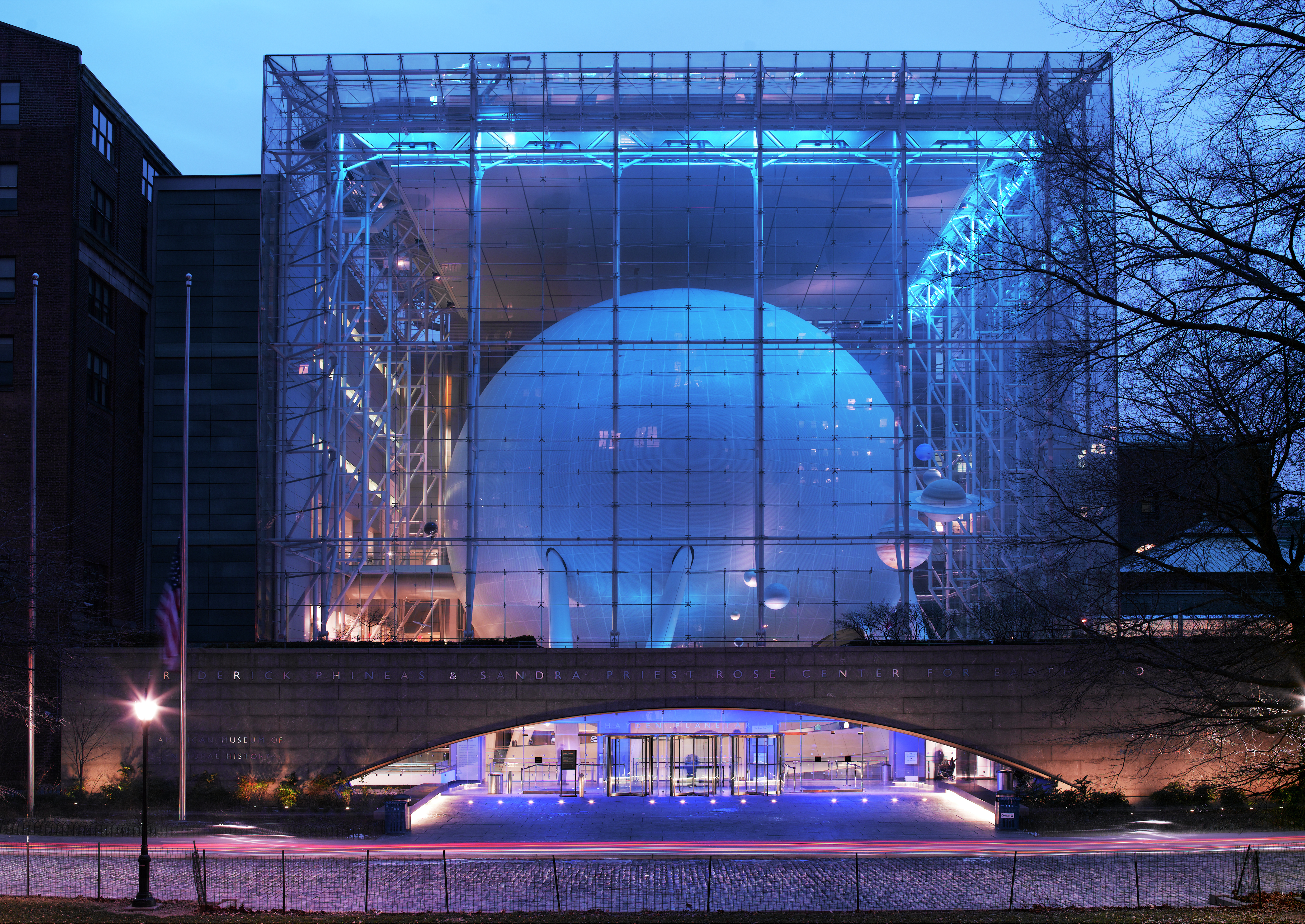
海登天文馆夜景

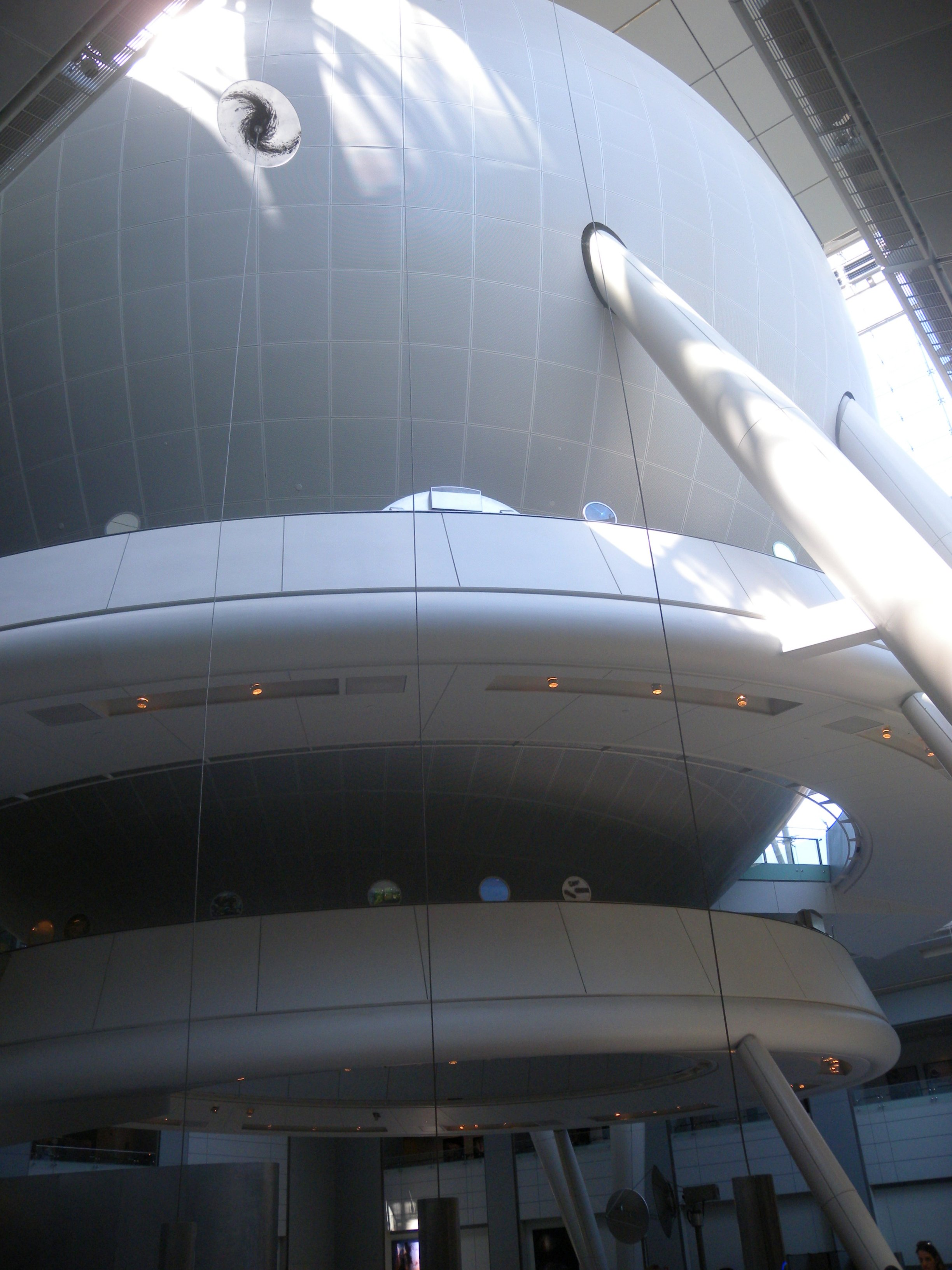
海登天文馆里盘旋的宇宙通道

波尔谢克和陶德·谢里曼设计了这座外墙为六层楼高的玻璃立方体建筑，外径87英尺（27米）的一个球体位于其中，这个被照亮的球体就是海登天文馆，它看上去仿佛悬浮在地面之上，但其实是由桁架结构支撑着。波尔谢克把它称作“宇宙大教堂”。